# Кальц, Манфред
Ма́нфред Кальц (нем. Manfred Kaltz; род. 6 января 1953, Людвигсхафен-на-Рейне, ФРГ) — немецкий футболист, защитник. Выступал за сборную ФРГ.

## Карьера
Начинал играть в футбольной школе Нойхофен, где прошёл почти все юношеские команды, кроме одной, пока его тренер не уехал в футбольную академию «Гамбурга» и забрал его с собой.
Проведя один год в академии, в 1971 году он был заявлен за основную команду. Дебют в Бундеслиге состоялся 21 августа 1971 года в матче второго тура против дортмундской «Боруссии», завершившемся вничью 1:1. Единственный мяч у «Гамбурга» забил Уве Зеелер, Кальц вышел в стартовом составе и провёл на поле весь матч. В «Гамбурге» ему удалось заиграть сразу и причём очень надолго. В течение 18 сезонов он непрерывно играл за эту команду, почти не пропуская ни одного матча. Итого в 581 матче он выходил на поле и забил 76 мячей, причём большинство из них — с пенальти. Он является вторым игроком Германии по количеству матчей, проведённых за один клуб, уступая только Карл-Ханцу Кёрбелю. С его именем неразрывно связано самое успешное время «Гамбурга». При нём клуб три раза становился чемпионом ФРГ, два раза выигрывал Кубок ФРГ, а также стал обладателем Кубка обладателей кубков УЕФА в 1977 году и Кубка европейских чемпионов в 1983 году.
В 1989 году ему пришлось покинуть клуб, поскольку руководство «Гамбурга» не хотело подписывать контракт с возрастным защитником. Он перешёл в «Бордо», откуда спустя полгода отправился в «Мюлуз». За два года в «Гамбурге» сменилось руководство, и Кальцу предложили вернуться в команду, что он с радостью и сделал. Но, отыграв один сезон, он решил закончить карьеру.

## Карьера в сборной
3 сентября 1975 года Кальц дебютировал за сборную в гостевом товарищеском матче с командой Австрии, закончившемся победой немцев со счётом 2:0. ФРГ выиграла за счёт дубля Эриха Бера, Кальц вышел в основном составе и провёл на поле весь матч.
Со сборной ФРГ Кальц стал чемпионом и серебряным призёром чемпионатов Европы, а также серебряным призёром чемпионата мира. Всего за сборную он провёл 69 матчей и забил 9 мячей.

## Достижения

### Командные
«Гамбург»
- Чемпион ФРГ (3): 1978/79, 1981/82, 1982/83
- Обладатель Кубка ФРГ (2): 1975/76, 1986/87
- Обладатель Кубка немецкой лиги: 1972/73
- Обладатель Кубка европейских чемпионов: 1982/83
- Обладатель Кубка обладателей кубков УЕФА: 1976/77
- Финалист Кубка европейских чемпионов: 1979/80
- Финалист Кубка УЕФА: 1981/82

Сборная ФРГ
- Чемпион Европы: 1980
- Серебряный призёр чемпионата мира: 1982
- Серебряный призёр чемпионата Европы: 1976

### Личные
- Входит в команду сезона Бундеслиги (6): 1976/77, 1978/79, 1979/80, 1980/81, 1981/82, 1985/86